# Highbridge
Highbridge – miasto w Wielkiej Brytanii, w Anglii w hrabstwie Somerset, położone między wzgórzami Quantock a Kanałem Bristolskim. Lokalne centrum handlowe, znane z coniedzielnego targu i licznych pchlich targów. Wraz z Burnham-on-Sea tworzy konurbację o znaczeniu lokalnym. Ośrodek sportu żużlowego o znaczeniu ponadregionalnym. Stacja kolejowa.